# لوو
لوو (لیتوانیایی: Lėvuo) رودی است که در لیتوانی جریان دارد.